# 마나솔라사
마나솔라사(산스크리트어: मानसोल्लास) 또는 아빌라시타르타 친타마니(산스크리트어: अभिलाषितार्थ चिन्तामणि)는 오늘날 카르나타카주를 통치했던 서찰루키아 왕 소메슈바라 3세에 의해 12세기 초에 저술된 산스크리트어 문헌으로, 예의, 통치, 윤리, 경제, 천문학, 점성술, 수사학, 수의학, 원예, 향수, 음식, 건축, 게임, 그림, 시, 춤 및 음악과 같은 주제를 다루는 백과사전적인 서적이다. 이 책은 11세기와 12세기 인도에 대한 사회문화적인 정보의 귀중한 원천이다.
백과사전적 논제는 총 100장의 누적으로 5개의 소책자로 구성되어 있다. 예술, 특히 음악과 무용에 대한 광범위한 논의로 유명하며, 현대 인도 문화의 일부인 음식 조리법과 축제에 대한 장을 포함한 것으로도 유명하다.
마나솔라사(Mānasolāsa)라는 제목을 가진 또 다른 중세 산스크리트어 문헌도 존재하지만, 이 문헌은 신앙적 찬송가(스토트라)로 구성되어 있으며, 백과사전적인 논문과는 다르다.

## 명칭
생선을 토막 내어 잘 씻는다.

말라바르 타마린드 주스와 함께 요리한다.

밀가루를 잘 뿌린다. 갈색이 될 때까지 뜨거운 기름에 튀긴다.

암염을 넣는다. 가루로 만든 카다멈과 후추를 뿌린다.
마나솔라사(Manasollasa, मानसोल्लास)라는 제목은 마나스(manas, मनस्) 또는 "마음"과 울라사(ullasa, उल्लास) 또는 "기쁨, 즐거움"으로 구성된 복합 산스크리트어 단어이다. 이는 "마음의 기쁨, 기쁨을 주는 자 또는 즐겁게 하는 자"를 의미한다. 또는 복합어를 마나사와 울라사로 나누어 "마음의 행복"을 의미할 수도 있다.
이 작품은 5개의 하위 서적으로 나뉘며 빔샤티(Viṁśati, विंशति)라는 접미사가 붙는데, 이는 20을 의미하며 하위 서적의 20개 장을 나타낸다. 현대 학계에서는 "Manasollāsa" 및 "Mānasollāsa"와 같은 IAST 표기로 불린다.
이 책은 또한 아빌라시타르타 친타마니(Abhilaṣitārtha Cintāmaṇi) (문자 그대로, 소원을 이루어주는 귀한 보석)로도 알려져 있다. 이 책의 제목은 마나솔라사(Manasollāsa)로 표기되며, 닥시나무르티와 관련된 스토트라(찬양시) 형식으로 쓰인 다른 중세 인도 문헌인 마나솔라사(산스크리트어: मानसोल्लास)가 있는데, 그 범위가 매우 다르며 샹카라 또는 수레스바라의 저작으로 알려져 있다.

## 연대와 저자
이 문헌은 1129년에 소메슈바라 3세에 의해 완성되었다. 그는 서찰루키아 왕조의 일원으로, 1127년에 왕조의 세 번째 왕이 되었다. 그가 왕위에 오른 해는 대략적이며, 일부 학자들은 1125년으로 보고 있다. 저자는 현대 카르나타카주, 텔랑가나주, 서부 안드라프라데시주, 남부 마하라슈트라주의 대부분을 포함하는 중세 데칸고원 지역 출신이었다.
비문 증거는 왕조가 시바파와 수도원 학문에 수많은 토지 보조금과 재정적 지원을 제공했음을 시사한다. 인도 아대륙의 이 수도원들은 베다와 힌두 철학의 연구 중심지가 되었다. 소메슈바라 3세는 그의 통치 초기 몇 년 동안 이 문헌을 저술했다.

## 구성
바타와 피타에 의해 유발되는 코끼리의 모든 질병은 구두치, 두 가지 유형의 파르니카, 두 가지 유형의 메다, 지바카와 리샤바, 두 가지 유형의 카콜리, 아슈와간다, 비다리, 샤타바리의 혼합물을 가루, 반죽 또는 탕약 형태로 복용하면 틀림없이 치유된다.
마나솔라사는 시적 운문 형식으로 쓰인 백과사전적인 논문이다.
이 책은 다섯 개의 하위 서적으로 구성되어 있으며, 총 100개의 장을 포함한다. 다섯 개의 빈샤티(20개 장의 하위 서적)는 라자프랍티카라나, 라자샤 스타이랴카라나, 바르투르 우파보가카라나, 프라모다 카라나, 크리다 빈샤티이다. 각 장은 왕국을 얻는 방법, 통치, 경제, 인프라, 건축, 의학, 요리, 장신구, 향수, 연애 게임, 스포츠, 보석, 회화, 음악, 춤에 이르기까지 특정 주제를 다룬다. 이 텍스트의 상당 부분은 음악과 악기에 할애되어 있으며, 2500개의 구절이 이에 전념하고 있다.
이 작품의 śloka 수는 다음과 같다.
| 20장 책 (Viṁśati)           | 장 (Adhyāya) | 구절 (Śloka) |
| --------------------------- | ------------ | ------------ |
| I. Rājyaprāptikāraṇa        | 20           | 308          |
| II. Rājyasya Sthairyakāraṇa | 20           | 1300         |
| III. Bhartur Upabhogakāraṇa | 20           | 1820         |
| IV. Pramoda kāraṇa          | 20           | 3219         |
| V. Krīḍā viṁśati            | 20           | 1375         |

## 내용

### 왕국과 왕의 자격: 라자프랍티카라나
라자프랍티카라나 부록은 왕과 대신들의 자격, 그들의 의무, 그리고 왕이 안정되고 번영하는 왕국을 다스릴 수 있게 하는 도덕적 특성을 설명한다.
이 장은 왕이 진실하고, 분노를 피하며, 덕이 있고, 본보기가 되어야 한다고 주장한다. 마나솔라사의 첫 번째 부록에 따르면, 왕, 대신, 시민은 타인에게 해를 끼치지 않고, 자제심과 관대함을 실천하며, 신을 믿고, 가난하고 무력한 자들을 먹이고 지원하며, 친근해야 한다. 이 문헌에 따르면 왕은 그의 조상과 모든 손님을 존경해야 한다.

### 통치, 경제 및 정치적 안정: 라자샤 스타이랴카라나
두 번째 부록 라자샤 스타이랴카라나 빔샤티는 왕이 왕국을 유지하는 데 도움이 되는 통치 및 경제 문제에 전념한다. 이 책은 대신들과 그들의 자격, 군대의 유지보수, 장비 및 훈련, 군대를 지휘할 세나파티(장군), 왕의 고문으로서의 사제와 점성가, 재무부와 세금 징수 방법을 설명한다.
동양법학 교수인 J 던컨 M 데레트(J Duncan M Derrett)는 이 문헌의 2.8장이 세 가지 종류의 헌법을 논하고 있으며, 왕이 대신들에게 막대한 책임을 위임해야 한다고 권고하는데, 이는 왕국이 사실상 대신들을 통해 통치되는 시스템을 의미한다고 말한다. 마나솔라사는 왕의 고문 회의에서 점성가에게 중요한 역할을 부여하는데, 점성가는 공격에 대응할 상서로운 시간을 예측할 것이라고 인도유럽어 연구 교수인 하르트무트 샤르페(Hartmut Scharfe)는 말한다. 이는 데칸 반도에 대한 외국의 무슬림 침략 동안 비참한 결과를 낳았다고 샤르페는 지적한다.
이 문헌은 기존 또는 획득한 지방에서의 위임된 형태의 통치를 권고하는데, 해당 지방에서 태어난 사람이 통치해야 한다는 자격이 붙는다. 그러나 왕의 바로 옆에 있는 모든 대신들은 오랫동안 확립된 국가에서 태어나야 한다. 왕은 그의 신민을 괴롭히는 관료와 관리들을 감시하고 조치해야 한다고 이 문헌은 명시한다. 이 문헌은 왕이 관리, 강도, 적, 왕의 총애를 받는 자들, 그리고 자신의 탐욕으로부터 신민의 학대를 막아야 한다고 경고한다.
이 하위 서적은 또한 슐카(세금)의 유형을 설명한다. 네 번째 장에서는 국경에 도착하는 물품에 대해 입항 지점에서 징수되는 세금에 대해 설명한다.
두 번째 부록에는 군에 복무했던 말과 코끼리 같은 동물의 수의 치료에 대한 장이 포함되어 있다. 열병에서부터 부상, 위장 장애에 이르기까지 다양한 수의학적 질병이 설명되어 있으며, 예를 들어 2.6장의 구절에는 적절한 영양 공급, 동물의 보살핌, 약물 제조법이 자세히 설명되어 있다. 이 문헌은 수의학적 치료법에 사용된 40가지 이상의 약초 이름을 포함한다.

### 음식과 오락: 바르투르 우파보가카라나
마나솔라사는 채식 및 비채식 요리법을 담고 있는데, <엔사이클로피디아 오브 키친 히스토리>의 편집자인 메리 엘렌 스노드그래스(Mary Ellen Snodgrass)에 따르면 이는 유럽의 요리책 역사보다 1세기 앞선 것이다. 이 책이 인도 서적 중 발효 식품을 처음으로 설명한 것은 아니지만, 곡물과 밀가루 발효를 기반으로 한 다양한 요리를 포함하고 있다. 육류 요리 중에서는 소, 말, 코끼리, 앵무새, 공작새의 고기나 달걀은 포함되어 있지 않다. 대신 돼지고기, 사슴고기, 염소고기, 생선 등을 기반으로 한 요리를 설명한다.
이 문헌은 신선한 물은 요리의 암리타(감로)이며, 그렇지 않으면 비샤(독)라고 주장한다. 소메슈바라 3세는 일상생활용으로 비(가을), 샘(여름), 강과 호수(겨울)의 신선한 물을 깨끗한 천으로 여과한 후 사용하는 것을 권장한다. 이 문헌은 사용하기 전에 물을 끓이고 하루 안에 그 물을 사용하도록 권한다. 마시기에 끓이는 것이 불가능할 경우, 이 문헌은 트리팔라에 기반한 대체 정수 방법을 권장하며, 그 다음 망고 조각, 파탈라 또는 참파카 꽃, 또는 향과 즐거움을 위해 캄파 가루를 첨가하는 것을 권한다. 이 문헌은 신선한 코코넛 물과 파나캄이라는 음료를 언급한다.
마나솔라사에서는 포도와 사탕수수로 와인을 제조하는 방법이 설명되어 있으며, 특이한 재료로는 탈리마디아(야자), 나리켈라사바(코코넛), 카주라사바(대추)로 양조하는 방법도 있다.
왕이 가장 좋아하는 인도 아대륙의 과자 요리법이 포함되어 있다. 우유 기반의 과자 외에도 밀가루로 만든 도넛인 골라무(golamu), 현대의 판투아와 레디케니와 유사한 쌀가루 기반의 과자, 그리고 검은콩 가루로 만든 튀긴 케이크인 가리카(gharika) 등의 튀긴 과자 요리법도 포함되어 있다.

### 기쁨과 즐거움: 프라모다 카라나
마나솔라사의 네 번째 하위 서적은 음악, 춤, 노래 및 경쟁 스포츠와 같은 오락을 다룬다. 이 문헌은 춤과 음악을 별도의 장에서 다루며, 이 두 주제에 대해 처음 두 하위 서적을 합친 것보다 훨씬 많은 구절을 할애한다. 이는 소메슈바라 3세의 아들이자 왕위 계승자인 자가데카말라 2세도 유명한 음악 논문인 산기타-추다마니(문자 그대로 "음악의 왕관 보석")를 저술했기 때문에 12세기 인도에서 공연 예술의 중요성을 반영하는 것일 수 있다.
이 책은 다양한 종류의 노래와 음악, 악기, 춤, 그리고 이들이 공연되는 상황을 설명한다. 이 책의 4.16장에 따르면, 트리파디는 수확 및 탈곡 시기에 공연되었고, 샤트파디는 민속 이야기꾼들이 공연했으며, 다발라는 결혼식에서 불렸고, 홀리와 같은 축제는 망갈라 및 카차리 장르의 노래와 음악으로 축하되었다. 차랴는 명상 노래였다고 이 책은 주장한다. 이 책은 가나(Gana, गान)가 "대중 음악"의 한 형태이며, 빠르지도 느리지도 않지만 높은 음과 낮은 음을 모두 포함하며, 단어와 음악적 박자가 영적인 스승들에게 동등하게 중요하게 여겨지는 기트(Geet)가 선호된다고 주장한다.
수사학은 마나솔라사 4.17장에서 논의된다. 이 문헌은 4.18장에서 춤에 450개 이상의 구절을 할애하여 춤의 종류, 춤 공연에 사용되는 악기, 그리고 춤이 기념되는 경우를 설명한다. 이 문헌은 연기자(Nata), 무용수(Nartaka), 무용가(Nartaki), 음유시인(Vaitalika), 유랑 연기자(Charana), 곡예사(Kollatika) 등 여섯 가지 유형의 연기자, 그들의 특징 및 역할을 논의한다. 그들의 신체 움직임(6앙가, 8우팡가, 6프라트양가)은 그들의 의미와 함께 설명된다. 이 논의는 기원전 1세기경에 저술된 산스크리트어 문헌인 나티아 샤스트라에서 발견되는 것과 유사하다. 이 문헌은 이후 춤 전통의 21 스탄과 26 차리를 제시한다.
춤 동작에 대한 논의는 여섯 가지 범주로 분류된다. – 모방(나티아), 섬세한(라스야), 활기찬(탄다바), 곡예적인(비사마), 우스꽝스러운(비카타), 우아한(라구).
네 번째 부록은 또한 낚시, 사냥개(그레이하운드 종류) 경주, 경마, 코끼리 경주뿐만 아니라 양궁, 레슬링 및 육상과 같은 스포츠도 설명한다. 이 문헌은 각 여덟 명의 팀 두 개가 참여하는 인도 폴로의 한 형태와 같이 독특한 팀 스포츠를 설명한다.

### 게임, 예술 및 여가: 크리다 빔샤티
이 문헌의 마지막 하위 서적은 원예와 정원 조성 기술을 통한 여가 활동, 향수, 건축, 그리고 말, 코끼리, 라바키(메추라기류의 일종), 기타 야생 동물의 훈련과 번식을 다룬다. 사슴이나 다른 야생 동물을 사냥하는 왕실 스포츠에 대한 장이 할애되어 있다. 개를 이용한 사냥, 매사냥, 낚시 외에 35가지의 사슴 사냥 방법도 다룬다.
정원 디자인은 바위와 정상을 이루는 언덕을 포함해야 하며, 다양한 품종의 식물과 나무로 가꾸고, 인공 연못과 흐르는 시냇물이 있어야 한다고 이 문헌은 주장한다. 이 책은 배치, 흙, 씨앗, 식물과 나무 종류 간의 간격, 거름 준비 방법, 적절한 비료 주기와 정원 유지 관리, 어떤 식물과 나무를 먼저 심는 것이 가장 좋은지, 언제 다른 것을 심는지, 물주기, 과도한 물주기와 물 부족의 징후, 잡초, 정원을 보호하는 방법 등 세부 사항을 설명한다. 공공 공원과 삼림 정원 모두 설명되어 있으며, 바나-크리다 장에서는 공원에 권장되는 약 40가지 종류의 나무가 언급되어 있다.
다섯 번째 하위 서적에 설명된 다른 예술 및 여가 활동에는 화환 만들기 및 향수와 같은 활동이 포함되어 있으며, 꽃은 눈을 즐겁게 하고 감각을 즐겁게 하는 색상의 패턴으로 배열된다. 이 문헌은 단향과 같은 향기로운 나무의 종류와 그 특성을 나열한다. 이 문헌은 회화 예술을 비다(Viddha, 재현), 아비다(Aviddha, 스케치, 윤곽), 바바(Bhava, 서술)의 세 가지 유형으로 설명한다. 이 문헌은 다양한 종류의 페인트를 만드는 방법과 그림을 그리기 위한 크레용을 만드는 방법, 그리고 그림을 그리는 단계를 권장한다.
12세기 문헌은 여성의 장신구와 화장을 설명하는데, 이는 눈꺼풀, 속눈썹, 뺨, 팔뚝에 바르는 것들을 포함하며, 이마에 새겨지는 틸라카의 스타일과 색상을 언급한다. 장신구 중에서는 머리 장신구와 귀걸이가 특히 주목할 만하다.

## 유산
마나솔라사는 중세 인도의 사회문화사, 특히 음식, 음료 및 요리 그리고 스포츠의 역사Joseph S. Alter (1992). 《The Wrestler's Body: Identity and Ideology in North India》. University of California Press. 16쪽. ISBN 978-0-520-91217-5.에 대한 중요한 자료로 불려왔다. 남아시아 연구 교수인 만다크란타 보스(Mandakranta Bose)는 이 문헌이 인도의 춤 장르에 대한 세부 사항을 담고 있는 가장 오래된 알려진 문헌이기 때문에 매우 흥미롭다고 설명한다. 음악 및 인류학 교수인 브루노 네틀로 구성된 팀은 마나솔라사를 음악, 춤 및 기타 공연 예술에 대한 방대한 논문이라고 불렀다.

## 같이 보기
- 수슈루타 삼히타
- 차라카 삼히타
- 인도의 문화
- 인도 요리책

## 참고 문헌
- Banerji, Sures Chandra (1989). 《A Companion to Sanskrit Literature: Spanning a Period of Over Three Thousand Years, Containing Brief Accounts of Authors, Works, Characters, Technical Terms, Geographical Names, Myths, Legends, and Several Appendices》. Motilal Banarsidass. ISBN 978-81-208-0063-2.
- Bose, Mandakranta (1991). 《Movement and Mimesis: The Idea of Dance in the Sanskritic Tradition》. Kluwer Academic, Netherlands. ISBN 978-0-7923-1325-0.
- Campbell, James (1896). 《Gazetteer of the Bombay Presidency, Volume 1, Part 2》. Government Central Press, Bombay Presidency, British India.
- Chopra, Pran Nath (1992). 《Encyclopaedia of India: Karnataka》. Rima Pub.
- Datta, Amaresh (1988). 《Encyclopaedia of Indian Literature》. Sahitya Akademi. ISBN 978-81-260-1194-0.
- Derrett, J. Duncan M. (1976). 《Essays in Classical and Modern Hindu Law》. BRILL Academic. ISBN 90-04-04475-2.
- Geer, Alexandra van der (2008년 10월 16일). 《Animals in Stone: Indian Mammals Sculptured Through Time》. BRILL. ISBN 978-90-474-4356-8.
- Joshi; Hebbali (2004). 《Mānasollāsa and Āyurveda》. Sharada Publishing House. ISBN 978-81-85616-97-1.
- Kamat, Jyotsna K. (1980). 《Social Life in Medieval Karnāṭaka》. Abhinav Publications. ISBN 978-0-8364-0554-5.
- McHugh, James (2012). 《Sandalwood and Carrion: Smell in Indian Religion and Culture》. Oxford University Press. ISBN 978-0-19-991632-0.
- Kincaid, Charles; Parasanisa, Dattatraya (1918). 《A history of the Maratha people》. Oxford University Press.
- Nijenhuis, Emmie te (1992). 《Saṅgītaśiromaṇi: A Medieval Handbook of Indian Music》. BRILL. ISBN 90-04-09498-9.
- Reddy, Prabhavati C. (2014). 《Hindu Pilgrimage: Shifting Patterns of Worldview of Srisailam in South India》. Routledge. ISBN 978-1-317-80631-8.
- Scharfe, Hartmut (1989). 《Handbuch der Orientalistik: Indien》. BRILL. ISBN 90-04-09060-6.
- Shrigondekar, GK (1961). 《Manasollasa of King Somesvara (Volume 3)》 (산스크리트어). Oriental Institute, Baroda.
- Snodgrass, Mary Ellen (2004). 《Encyclopedia of Kitchen History》. Routledge. ISBN 1-135-45571-6.
- Thapar, Romesh (1998). 《Seminar》. R. Thapur.
- Udgaonkar, P.B. (1986). 《Political Institutions & Administration》. Motilal Banarsidass Publ. ISBN 978-81-208-2087-6.